# Die Familie Selicke
Die Familie Selicke ist ein Drama von Arno Holz und Johannes Schlaf, das am 7. April 1890 an der Freien Bühne in Berlin uraufgeführt wurde. Im naturalistischen Stil zeigt das Stück ein Familiendesaster im kleinbürgerlich-proletarischen Milieu Berlins.

## Inhaltsangabe

### Handlungsüberblick (1)
Das Drama zeigt eine zerrüttete Familie Ende des 19. Jhs. in Berlin. Eduard und seine Frau haben sich nach dreißigjähriger Ehe entfremdet. Die vier Kinder, Toni (22 Jahre alt), Albert (18), Walter (12) und Linchen (8), leiden unter dem ständigen Streit der Eltern und dem Zorn des häufig betrunkenen und gewalttätigen Vaters. Die Handlung spielt am Weihnachtsabend im Wohnzimmer der Familie. Nach einem erneuten Streit und dem Tod Linchens nach einer schweren Lungenkrankheit zieht sich Eduard von der Familie zurück. Seine Frau verfällt in Selbstmitleid und wünscht sich den Tod. Die älteste Tochter Toni gibt ihre Liebe zu dem jungen Pastor Gustav Wendt, der als Untermieter bei der Familie wohnt, und ihre Chance, als seine Frau ein neues Leben zu beginnen, auf. Sie kann es mit ihrem Gewissen nicht vereinbaren, ihre Familie zu verlassen und die Mutter mit ihren Aufgaben allein zu lassen. Wendt erkennt ihren Hang zur Selbstaufopferung und ist beeindruckt von ihrer starken Persönlichkeit. Er will auf sie warten und zurückkehren.

### Handlungsüberblick (2)
"Die Zuschauer erleben die Weihnachtsnacht der Buchhaltersfamilie 
Selicke, die deren Elend enthüllt: der Vater kommt angetrunken und wie immer voller Haß auf seine Frau erst nach 2 Uhr morgens nach Hause; die 
Frau jammert nur über die kaputte Ehe und ihre Lage und wünscht sich den 
Tod; die erwachsene Tochter lehnt, weil sie die Familie nicht zu verlassen 
wagt, den Heiratsantrag des gerade Landpfarrer gewordenen Untermieters 
ab, der seinen Glauben verloren hat; die schwerkranke kleine Tochter stirbt 
im Lauf der Nacht; der Quacksalber, der sie nicht retten kann, ist eine sozial 
engagierte, aber verpfuschte Existenz; die beiden Söhne leben in ständiger 
Angst vor dem Vater. Der Tod des Kindes, der einen kathartischen Effekt haben könnte, bewirkt nichts in den Menschen."

### Erster Aufzug
Frau Selicke sitzt strickend vor Linchens Krankenbett, das in dem „sehr bescheiden eingerichteten“ Wohnzimmer der Familie steht. Ihre beiden Söhne Walter und Albert machen sich auf den Weg, um ihren Vater von dessen Arbeitsstelle in einem Kontor abzuholen, damit er nicht wieder erst im Morgengrauen betrunken nach Hause kommt. Der alte Kopelke, ein Silhouettenschneider, der als Heilpraktiker anstelle des für die Familie zu teuren Arztes sich um das lungenkranke Mädchen kümmert, betritt die Wohnung und erkundigt sich nach Linchens Gesundheitszustand. Er versucht Frau Selicke zu beruhigen, die sich große Sorgen um ihre jüngste Tochter macht, doch deutet er dem hinzutretenden jungen Theologen Gustav Wendt die schlechten Genesungsaussichten an. Der Untermieter teilt den Anwesenden mit, dass er die Zusage für die Stelle als Landpastor bekommen hat und die Familie schon am nächsten Tag verlassen wird. Er möchte diese Nachricht Toni mitteilen. Diese kommt kurz darauf mit Kleidern für ihre Heimarbeit nach Hause und fragt sogleich ihre Mutter nach Linchen. Das anschließende Gespräch zwischen Mutter und Tochter konzentriert sich auf die Familiensituation und den Streit der Eltern. Frau Selicke klagt über ihren schlechten Ehemann, vergleicht ihre Lage mit der besseren der Nachbarschaft und verfällt in Selbstmitleid. Toni versucht ihre Mutter zu besänftigen, nimmt aber ihren Vater in Schutz: Die Eltern seien beide schuld. Allerdings lässt sich Frau Selicke davon nicht beeinflussen und hält an ihrer Meinung über ihren Ehemann fest. Wendt kommt wieder zu der allein im Wohnzimmer zurückgebliebenen Toni und bittet sie, ihn zu heiraten, sich aus der qualvollen Familiensituation zu befreien und mit ihm auf das Land zu ziehen. Zunächst lehnt Toni den Antrag ab und möchte die Familie nicht verlassen. Vor allem denkt sie an Linchens Krankheit. Wendt überzeugt sie jedoch mit den Argumenten, ihre Eltern seien erleichtert, wenn sie ihre Tochter versorgt wüssten, sie könnten die Familie finanziell unterstützen und Linchen zu sich holen. Darauf gesteht sie ihm ihre Gefühle für ihn und stimmt seinem Vorschlag zu. Sie küssen sich am Ende des ersten Aufzuges und wollen gemeinsam in eine neue Zukunft gehen.

### Zweiter Aufzug
Mittlerweile ist es halb zwei Uhr nachts. Die Söhne haben den Vater im Kontor nicht gefunden und alle sitzen im Wohnzimmer und warten ängstlich auf seine Rückkehr. Albert und Walter legen sich schließlich schlafen. Linchen wacht auf und fragt nach ihrem Vater, auch sie fürchtet neuen Streit, hofft aber, dass der Vater einen Weihnachtsbaum und Geschenke für sie mitbringt. Sie blüht bei diesem Gedanken auf, spricht viel von ihrer Hoffnung, gesund zu werden, und will sofort aufstehen. Durch das Erzählen erschöpft, schläft sie nach einem schweren Hustenanfall wieder ein. Toni versucht ihre Mutter zu beruhigen, die befürchtet, dass Linchen bald sterben wird. Als sie Eduards Ankunft auf der Hintertreppe hören, versteckt sich dessen Frau auf Tonis Rat hin. Selicke ist schwer betrunken, aber zuerst gut gelaunt. Mit Weihnachtsbaum und Geschenken betritt er das Zimmer. Er weckt die Söhne auf und schenkt ihnen Pfannkuchen und beugt sich liebevoll über Linchens Bett. Dann bemerkt er die Abwesenheit seiner Frau, wird zornig, beklagt sich über seine wehleidige Frau, äfft ihr nach, spottet über Tonis Mahnungen, geht mit den Worten „du bist ja ein - reizendes Wesen“ auf sie zu, dreht sich dann um, schimpft über seine Frau und schläft schließlich am Tisch ein. Linchen ruft nach ihrer Mutter. Als sie ans Bett kommt, stirbt ihre Tochter. Toni stürzt schluchzend zu ihrem schlafenden Vater, weckt ihn auf und berichtet ihm von Linchens Tod, worauf er, von Toni umarmt, zusammenbricht.

### Dritter Aufzug
Der Morgen bricht an und die gesamte Familie ist im Wohnzimmer um Linchens Bett versammelt, allerdings sitzt oder steht jeder für sich selbst. Frau Selicke bemüht sich um ein Gespräch mit ihrem Mann, sie verspricht ihm, sich mehr Mühe zu geben, und hofft, dass jetzt alles besser wird. Doch Eduard reagiert nicht darauf, nimmt Abschied von seiner Tochter und verlässt das Wohnzimmer. Frau Selicke verfällt wieder in Selbstmitleid und wünscht sich den Tod, um endlich ihrer in ihren Augen elenden Familiensituation zu entkommen. Toni versucht, sie und ihre Brüder zu stützen. Sie erklärt anschließend Gustav Wendt, dass sie ihre Familie nicht verlassen und nicht seine Frau werden kann, denn sie hat keine Hoffnung auf einer Besserung der Situation. Alle würden nach der Trauer um Linchen wieder zu ihrem alten Verhalten zurückkehren. Wendt redet auf sie ein, jetzt keine Entscheidung zu treffen, aber er ist von ihrer starken Persönlichkeit beeindruckt. Auch er brauche sie in seiner Glaubensschwäche, um als Pfarrer sein Amt ausüben zu können. Er macht den Vorschlag, bei ihr in Berlin zu bleiben und eine andere Anstellung zu suchen. Doch sie redet ihm zu, er müsse, auch um seine Eltern nicht zu enttäuschen, sein Amt antreten. Vielleicht gäbe es irgendwann später eine neue Möglichkeit für sie beide. Der alte Kopelke, der mit einem Geschenk für Linchen die Wohnung betritt, hilft Wendt mit seinem Rat bei seiner Entscheidung. In seiner zweijährigen Zeit bei den Selickes habe er das Elend der Menschen kennengelernt und damit das Rüstzeug zu einem guten Pfarrer erworben. Es komme nicht auf den schwarzen Rock, sondern auf das Herz an. Das überzeugt Wendt. Er will sich an Tonis Entsagung ein Beispiel nehmen, aber er verspricht ihr mit den letzten Worten des Dramas: „Ich komme wieder!…“

## Charakterisierung der Personen

### Eduard Selicke
Eduard Selicke übt seinen Beruf des Buchhalters aus und ist das Familienoberhaupt der Selickes. Zusammen mit seiner Frau hat er vier Kinder: Toni, Albert, Walter und Linchen.

#### Charakterisierung durch Frau Selicke
Eduard Selicke wird von seiner Frau als unzuverlässiger Mann beschrieben, auf den man sich ja nie verlassen könne und der einem ja nie die Wahrheit sage. Andre Männer teilen ihren Frauen alles mit und beraten sich, wie’s am besten geht, aber Eduard Selicke nicht. Stattdessen weiß er alles besser und lässt seine Frau, geschweige denn seine Kinder, nicht an seinen Entscheidungen teilhaben.

#### Alkoholismus
Er kommt angetrunken nach Hause, taumelt aber nur sehr wenig und spricht alles deutlich, nur etwas langsam und schwerfällig aus. Das in der traditionellen Literatur totgeschwiegene gesellschaftliche Problem des Alkoholismus wird von den Autoren des Naturalismus häufig thematisiert, beispielsweise in Gerhart Hauptmanns „Vor Sonnenaufgang“. Im Unterschied zu anderen naturalistischen Dramen steht Selickes Alkoholkonsum nicht jedoch nicht mit der finanziellen Situation im Zusammenhang, weder mit der Wohlstandstrinkerei in Hauptmanns „Vor Sonnenaufgang“ noch mit der Armutstrinkerei. Zwar gibt es genügend Hinweise in dem Drama auf die schlechte wirtschaftliche Lage der Familie, wie die Aussage Frau Selickes, was nicht alles von den paar Groschen, die ihr Mann nach Hause bringt, alles bezahlt werden soll, wie gut sie es hätten haben können in ihrem Stand und dass sie über beide Ohren in Schulden stecken und man nichts anschaffen könne.
Vielmehr scheint Selickes Alkoholkonsum auf die schlechten Familienbeziehungen zurückzuführen zu sein. Für seine Frau ist er so gut wie tot und auch seine Kinder haben Angst vor ihm, was sich an Walters Verhalten zeigt, der seinem Vater nach dessen Heimkehr nur halb ängstlich aus seiner Kammer zu antworten vermag. Selickes daraus resultierender Unmut spiegelt sich in seinen Stimmungs- und Gefühlsschwankungen wider.

#### Heimkehr im zweiten Aufzug
Wird Eduard Selicke im ersten Akt nur in den Gesprächen zwischen Frau Selicke und Toni beschrieben, so erscheint er, von der Familie lange erwartet und gefürchtet, im zweiten Aufzug: betrunken, gut gelaunt mit einem Weihnachtsbaum und Geschenken für die Kinder, wütend auf seine Frau, die sich aus Angst vor Misshandlungen vor ihm versteckt. Betrachtet man das Selbstgespräch des alkoholisierten und Eduard Selickes genau, so erkennt man, dass es sich um einen indirekten Dialog zwischen seiner Frau und ihm handelt. Er antwortet ihr auf die Vorwürfe, die sie ihm im ersten Aufzug gemacht hat. Diese Thematik hat bereits Helmut Scheuer in „Interpretationen Dramen des Naturalismus“ aufgegriffen, daher wird an dieser Stelle nicht genauer darauf eingegangen.

#### Liebevolles Verhalten Linchen gegenüber
Seiner kranken jüngsten Tochter gegenüber ist Selicke sehr liebevoll. Mit den Worten das arme Kind tritt er an ihr Krankenbett. Er wird von den liebevollen Gefühlen zu seiner jüngsten Tochter übermannt und drückt dies durch liebevolle Kosenamen, wie Mäuschen oder mein armes Herzchen aus. Für Eduard ist seine jüngste Tochter Linchen die einzige Freude, die ihm in der Familie geblieben ist. Von seiner Frau verachtet und von den Kindern oftmals mit Angst und Schrecken daheim erwartet, bleibt ihm nur die kindliche und hingebungsvolle Liebe Linchens.
Sobald Linchen gestorben ist, bricht für Eduard Selicke die Welt zusammen. Er hat auch die einzige Person verloren, die ihm in der Familie die Liebe und Zuneigung entgegengebracht hatte, die ihm von den anderen Familienmitgliedern und vor allem von seiner Frau verwehrt geblieben ist. Er geht nicht auf das Versöhnungsangebot seiner Frau ein, dass sich nun alles ändern solle, sondern zieht sich wortlos von der Familie zurück, indem er seine Frau mit einem toten, ausdruckslosen Blick ansieht. Er verlässt das Wohnzimmer und tritt im Drama nicht mehr auf.

#### Sexuelles Verlangen Toni gegenüber
Als Toni ihren Vater daran hindern will, Linchen aufzuwecken, kippt sein zärtliches und liebevolles Verhalten um in Aggression. Er äfft seine Tochter nach, schickt sie zornig und drohend fort und steigert seine Wut, nachdem Toni ihn von dem Bett ihrer Schwester weggestoßen hat, mit den Worten „Waaas?! Du – willst – dich – an deinem Vater – vergreifen?!“. Er kommt ihr immer näher. Tonis Mahnung „Pfui! Schäm dich! … Du bist betrunken!“ halten ihn zuerst nicht auf und seine Worte „Das liebe Töchterchen! … Oh, du bist ja ein – reizendes Wesen!“ unterstreichen sein sexuelles Verlangen. Allerdings fängt sich Eduard Selicke direkt danach wieder. Seine Worte und die kurze Annäherung bleiben die einzigen Andeutungen auf ein Inzestmotiv in diesem naturalistischen Drama.

### Frau Selicke
Frau Selicke leidet, genau wie ihr Mann, unter der Lieblosigkeit des Ehepartners. All ihre Liebe, die sie noch in sich trägt, richtet sie auf ihre kranke Tochter und auf ihren jüngsten Sohn Walter. Die älteren Geschwister Albert und Toni bekommen das Selbstmitleid ihrer Mutter und die Ablehnung und den Hass ihrem Mann gegenüber zu hören, um ihre Zuwendung zu erhalten. In ihrer Trauer um Linchens Tod und ihrem Selbstmitleid, kann sie, im Gegensatz zu Toni, ihre Kinder nicht stützen, sondern sie verbindet dies mit ihrem Erlösungswunsch: Für mich is es ’s beste, Linchen holt mich nach. Für sie wäre es das Leichteste, aus diesem Elend, verschwinden zu können und selbst wenn als einzige Möglichkeit nur ihr Tod in Frage käme.

### Albert Selicke
Albert nimmt in der Familie eine Randposition ein, in gegenseitiger Distanz. Seine Mutter macht ihm Vorwürfe, er arbeite zu wenig, und kritisiert seine Ausdrucksweise. Er reagiert abweisend und fühlt sich falsch verstanden. Mit seinem Vater wechselt er, auch nach Linchens Tod, im gesamten Drama kein Wort und stellt sich schlafend, als dieser ihm wie auch seinem Bruder Pfannkuchen zuwirft.

### Walter Selicke
Der noch kindliche Walter hingegen erfährt, wenn auch in geringerem Maße als Linchen, die Fürsorge der Mutter. So nimmt ihn gegenüber Alberts unfreundlichen Kommentar in Schutz und gibt ihm noch eine Stulle, als er noch Hunger hat. Ihn belastet sie auch nicht mit ihrer Unzufriedenheit und äußert beispielsweise nie die Vorwürfe gegen ihren Mann, wenn er in der Nähe ist und sie hören könnte.

### Linchen Selicke
Das kranke Linchen hingegen wird von allen Familienmitgliedern umsorgt. Als jüngstes Kind hat sie die Position des sogenannten Nesthäkchens inne, welches von allen Kindern immer am meisten beschützt werden muss und dem all die Liebe der Eltern entgegengebracht wird. Linchen könnte als Zwischenelement der Liebe der Eltern zueinander fungieren. Da diese nicht mehr in der Lage sind, sich gegenseitig ihre Liebe zu zeigen, allerdings selbst das Verlangen haben, geliebt zu werden, richten sie ihre Liebe auf ihre jüngste Tochter, in der Erwartung, dass sie diese ihren Eltern gegenüber erwidert. Statt diese Problematik zu lösen, gehen die Eltern ihr aus dem Weg und fordern von ihren Kindern die Liebe für sich ein.
Als Linchen krank wird, wird die Liebe der Eltern zu ihr noch verstärkt. Doch statt sich gemeinsam dieser Situation zu stellen, leben sich die Eltern immer mehr auseinander, anstatt den nahenden Tod von Linchen gemeinsam zu bewältigen: Eduard Selicke vermeidet es, zu seiner Familie nach Hause zu kommen, worauf die Aussage seiner Frau, dass er nun ein paar Pfennige in der Tasche habe und vor morgen früh wieder nicht nach Hause käme, hinweist.
Nach dem Tod der jüngsten Tochter zerbricht das Familienleben der Selickes vollends. Eduard zieht sich aus der Familie zurück, wie sich an seinem Verschwinden aus dem weiteren Dramenverlauf zeigt.

### Toni Selicke
Toni ist, neben Kopelke, die positive Figur des Dramas und die Stütze der Familie. Durch ihre Opferbereitschaft gibt sie ihre Chance auf Glück und Partnerschaft sowie eine finanziell gesicherte Zukunft auf. Sie ähnelt in dieser Verhaltensweise stark Hebbels Klara im bürgerlichen Trauerspiel „Maria Magdalena“.
Selbst an den Feiertagen nimmt sie Arbeiten zum Nähen an, um somit die Haushaltskasse aufzubessern. Auch versucht sie stets ihre Mutter aus ihrem Selbstmitleid zu befreien und vor ihrem Mann zu schützen, selbst wenn sie sich damit den Aggressionen und der Zudringlichkeiten ihres Vaters aussetzt und ihn durch ihre Ermahnung zur Besinnung bringen muss. Sie hat die Rolle der Tochter in der Familie aufgegeben und die einer Mutter eingenommen, da sie sich um alle liebevoll kümmert und um Harmonie in der Familie bemüht ist.
Mit dieser Rolle muss sie die Liebe zu Gustav Wendt aufgeben. Er könnte der Hoffnungsträgers für Toni sein. Ihre Liebe gab ihr die Kraft, die Trostlosigkeit und das Elend der Familie, zu ertragen. Jetzt, wo sie eine Entscheidung treffen muss, kann sie kann die Familie nicht verlassen, da sie der festen Überzeugung ist, von ihr gebraucht zu werden. Sie ist der Meinung, dass die Familie ohne sie vollends zerbrechen wird. Damit gibt sie die Chance auf eine bessere Zukunft für sich auf. Zwar leuchten ihr Wendts Argumente ein, als seine Frau auch ihre Familie unterstützen zu können, und sie nimmt seinen Antrag an, aber nach Linchens Tod fürchtet sie um die Versorgung ihrer Brüder und kann sich vor dem Verantwortungsgefühl, täglich präsent sein zu müssen, nicht lösen. So weist sie Gustav Wendts Werbung ab. Allerdings hat sie ihm eine vage Hoffnung gemacht, auf eine zeitlich spätere Verbindung: „wir haben ja noch gar nichts verloren? … Später können wir ja - vielleicht - immer noch zusammenkommen?“ Wendt greift in seinen Abschiedsworte mit dem Versprechen wieder zu kommen, darauf zurück.

### Gustav Wendt
Gustav Wendt ist nicht die starke Figur, die er für Toni anfangs zu sein schien. In ihren Gesprächen zeigt er sich als Zweifler, ob der Pfarrerberuf für ihn der richtige ist und er der Aufgabe gerecht werden kann. Er hofft auf ein privates Glück mit Toni als Kern seiner Existenz, dann würde er für die Gemeinde am Sonntag den Pfarrer spielen können. Tonis Opferbereitschaft beeindruckt ihn, er sieht schnell ein, dass er sie zurzeit nicht umstimmen kann und fügt sich ihren Argumenten, die Pfarrerstelle auch ohne sie anzutreten. Erst Kopelkes Rat und der Hinweis auf seine traurigen Erlebnisse bei der Familie Selicke geben ihm ein Fundament für seine Aufgabe und den Willen, Toni nicht aufzugeben.

### Der alte Kopelke
Den alten Kopelke ist der Stabilisator der Familie und auch Wendts. Als Arzt-Ersatz versucht der Heilpraktiker dem kranken Linchen zu helfen und mit seiner freundlichen und betulichen Art die Situation zu entspannen. Er schlichtet aufkommende Streitereien und bemüht sich, Frau Selicke zu beruhigen und sie aus ihrem Selbstmitleid und ihrer Lethargie zu befreien. Er hat die kritische Situation Linchens bei seinem letzten Besuch erkannt und trauert nach ihrem Tod gemeinsam mit der Familie.

## Naturalistische Merkmale des Dramas und literarische Tradition
Das Drama weist viele Merkmale des Naturalismus auf: die genaue Beschreibung des Wohnzimmers, die vom Weihnachtsabend bis zum nächsten Vormittag konzentrierte Handlung, die durch Umgangssprache und den Berliner Dialekt des alten Kopelke realistische Charakterisierung der Personen, das Alkoholproblem des Vaters, die Thematik des Inzests bei der kurzen Annäherung des betrunkenen Vaters seiner Tochter gegenüber.
Obwohl die Autoren für sich reklamieren, ein genuin modernes und revolutionäres Drama verfasst zu haben, verweisen Personenkonfiguration und dramatische Handlung auf das Rührstück des 18. Jahrhunderts. Selicke trägt deutliche – wenn auch modifizierte – Züge eines patriarchalischen Familienoberhaupts Gotthold Ephraim Lessing’scher Prägung. Ebenso weist das Stück Ähnlichkeiten zum bürgerlichen Trauerspiel auf, was die straffe Komposition des Stückes und die Gattungsprinzipien der Einheitlichkeit des Ortes, der Zeit und der Handlung betrifft. Einmal in Gang gesetzt läuft das Geschehen ohne Schauplatzwechsel linear ab und mündet in der Katastrophe mit dem Tod eines Kindes. Weiterhin ergibt sich als neues wesentliches Einheitsmoment die Einheit der ‚Stimmung‘, die von Beginn an über dem Milieu und Geschehen liegt.

## Werkgeschichte
Seit 1887 schrieben Johannes Schlaf und Arno Holz einige Novellen gemeinsam, von denen drei in Papa Hamlet 1889 veröffentlicht wurden.
1889 verfasste Johannes Schlaf das Drama Familie Selicke nach seiner Novelle Eine Mainacht. Arno Holz nahm einige kleinere Ergänzungen und Umarbeitungen vor.
Am 7. April 1890 erfolgte die Uraufführung durch die progressive Freie Bühne in Berlin, die sich der Aufführung moderner naturalistischer Theaterstücke verschrieben hatte, in einer geschlossenen Vorstellung nur für Mitglieder. Schon während der Aufführung gab es zustimmende und ablehnende Reaktionen im Publikum, am Ende aber viel Beifall. Danach gab es zahlreiche Proteste, etliche Mitglieder traten aus dem Verein Freie Bühne aus, es kam zu einer Krise.
Die Kritiken in den Zeitungen waren fast durchgängig negativ, selbst der wohlwollende Theodor Fontane wünschte sich eine nächste Aufführung des Stücks erst wenn mal wieder der Ostermontag auf einen 7. April fällt.
Danach gab es fast keine Aufführungen in einem Theater mehr, 1913 planten die Gebrüder Herrnfeld eine Neuinszenierung in ihrem Theater in Berlin.

## Kritik
Theodor Fontane lobte die meisterhafte Beschreibung des Milieus und der einzelnen Charaktere. Dieser Form des realistischen Theaters gehöre wahrscheinlich die Zukunft. Er bemängelte das Fehlen einer Handlung und die sehr negative Ausprägung der Charaktere (ein realistisches Jammerstück). Fast alle anderen Theaterkritiker lehnten das Stück ab, aus denselben Gründen und wegen des ihrer Meinung nach übertrieben detaillierten realistischen Darstellung.
Die Kritik an Familie Selicke war meist verbunden mit einer Kritik am rein naturalistischen Theater, es entwickelten sich bald neue Stilrichtungen wie das symbolistische und das impressionistische Drama, die mehr Stimmungen vermittelten.

## Texte
- Die Familie Selicke. Drama in drei Aufzügen. Berlin: Issleib, 1. und 2. Auflage 1890 Digitalisat Digitalisat, 3. und 4. Auflage 1891
- Naturalismus. Dramen. Lyrik. Prosa. Band 1: 1885–1891, Berlin und Weimar 1970, S. 340ff. Text
- Die Familie Selicke. Stuttgart 2008, ISBN 978-3-15-008987-3